# 133 г. пр.н.е.
133 (сто тридесет и трета) година преди новата ера (пр.н.е.) е година от доюлианския (Помпилийски) римски календар.

## Събития

### В Римската република
- Консули са Публий Муций Сцевола и Луций Калпурний Пизон Фруги.
- Превземане на Нуманция от Публий Корнелий Сципион Емилиан Африкански след като голяма част от населението се самоубива. Край на войните на Сципион в Испания.[1]
- В Сицилия продължава Първото робско въстание.[1]
- В Пергам умира цар Атал III, който в завещанието си оставя цялото си царство на Римската република. Завещанието е донесено в Рим за изпълннението му.[2]
- Приет е аграрния закон (Lex Sempronia agraria) на Тиберий Гракх и е създадена комисия състояща се от него, от тъста му Клавдий Пулхер и от по-малкия му брат Гай Гракх, която да разпределени определената за раздаване земя.[2]
- Предложения на Тиберий Гракх за разпределение на съкровището на Атал.
- По време на изборите за трибуни избухват безредици, при които Тиберий Гракх е убит от свои врагове аристократи, а тялото му в хвърлено в Тибър.[2]
- Въпреки смъртта на Гракх, Сенатът не отменя закона му и позволява работата на комисията да продължи.

## Починали
- Тиберий Гракх, римски политик и реформатор (роден ок. 163 г. пр.н.е.)
- Атал III, последен цар на Пергам (роден ок. 170 г. пр.н.е.)

Бележки: